# 1000 złych uczynków
1000 złych uczynków – polski serial animowany dla dorosłych, w reżyserii Bartosza Kędzierskiego (jest on też autorem scenariusza produkcji), emitowany od 2 marca do 18 maja 2009 na antenie stacji TV4.
Tytuł nawiązuje do serialu 100 dobrych uczynków.

## Produkcja, emisja i oglądalność
1000 złych uczynków po raz pierwszy zostało zapowiedziane we wrześniu 2008.
Serial nie cieszył się zadowalającą popularnością. Według danych AGB Nielsen Media Research, pierwszy sezon oglądało średnio 162 tysięcy osób. Było to znacznie poniżej oczekiwań stacji. W związku z tym zdecydowano się na zakończenie produkcji.
Premierowo serial emitowała stacja TV4. Od 2 września 2019 produkcja była powtarzana na antenie Eska TV. Wszystkie odcinki są dostępne w serwisie Ipla.

## Wydanie na DVD
20 maja 2010 wszystkie odcinki pierwszego sezonu serialu zostały wydane na DVD.

## Opis fabuły
Gdy minęło drugie tysiąclecie chrześcijaństwa, Lucyfer zarządził zebranie swoich licznych sług, by rozliczyć ich działalność. Każdy musiał przedstawić pełną listę swoich osiągnięć w pozyskiwaniu niewinnych dusz, sianiu chaosu i rozprzestrzenianiu chorób. Byli tacy, którzy przeskakiwali na kolejne poziomy piekielnej hierarchii jak natchnieni. Byli tacy, którzy cieszyli się z nowych wideł lub asygnaty na kubek smoły. Jednak wśród miliona milionów wiernych sług Szatana znalazła się garstka nieszczęśników. Było to pięć pomniejszych demonów, którym w ostatnim tysiącleciu zdarzyła się wpadka i zdradzili Lucyfera. Oczywiście żaden z nich nie zrobił tego umyślnie, po prostu powinęła im się noga. Piątka feralnych demonów, którzy są głównymi bohaterami serialu 1000 złych uczynków, została za karę wygnana na Ziemię. Władca Ciemności zamienił ich w ludzi i wprowadził surowe zasady funkcjonowania w nowej rzeczywistości:
- Zostają im zabrane ich prawdziwe imiona, a przyznane nowe ziemskie – by nie wzbudzać podejrzeń sąsiadów, muszą więc stać się typową ludzką rodziną Rogowieckich.
- Odebrano im wszystkie nadludzkie moce – by przetrwać, muszą więc pójść do pracy.
- Nie mogą wrócić do Piekła, dopóki nie sprawią, że tysiąc ludzkich istnień w ciągu tysiąca dni dokona tysiąca złych uczynków.

Rogowieccy zamieszkali na obrzeżach jednego z większych polskich miast przy ulicy Biszkoptowej.
W serialu pojawiają się nawiązania do literatury i kinematografii powszechnej. Odcinki są konstruowane w oparciu o klasyczne zasady dramaturgii. Każdy odcinek jest niezależnym, odrębnym epizodem. Elementem wiążącym całość są wątki „piekielne” głównych bohaterów. Stopniowo poznajemy ich życie sprzed wygnania z Piekła.

## Postacie

### Pierwszoplanowe
Opracowano na podstawie materiału źródłowego:
- Szatan (zwany też Lucyfer) – szef Piekła. Ma łagodne usposobienie, więc jego wierny pomocnik Edward uczy go, jak być twardym i bezwzględnym. Uwielbia wędkować. Nie bardzo przepada za przeklinaniem, lecz używa wulgarnych słów, gdy Edward jest w pobliżu lub naprawdę coś go zdenerwuje.
- Edward – pomocnik Szatana. Cały czas naucza władcę Piekła, jak być bezlitosnym, groźnym i twardym. Jest bardzo uparty i chce, by Szatan także był bezwzględny.
- Maurycy Rogowiecki (Maurael) – demon wysokiego kręgu, w Piekle odpowiedzialny za samobójstwa. Dopuścił do spadku liczby efektywnych samobójstw oraz ukrywał się przed Szatanem, za co został wyrzucony z Piekła. Jako człowiek ma 39 lat i jest głową rodziny. Pracuje jako agent ubezpieczeniowy. Jego zadaniem jest naciąganie naiwnych ludzi na ubezpieczenia, które nigdy nie zostaną wypłacone. Maurycy podsyca konflikty wewnątrz swojej firmy, pałając nienawiścią do wszystkich, którym powodzi się lepiej. Doprowadza do biurowych tragedii oraz ubezpieczeniowych kataklizmów, ale potrafi także być odpowiedzialny i przystosowuje się do sytuacji. Jako jedyny z demonów zauważa, że Ziemia zaczyna być dla niego odpowiednim miejscem, oraz jako jedyny chwilami zapomina, że nie jest tak naprawdę ojcem i mężem, tylko wygnanym demonem.
- Marysia Rogowiecka (Maeriam) – femme fatale, będąc demonem, zdefraudowała milion ton nowej generacji botoksu, mającego służyć rozwojowi chirurgii plastycznej. Jako człowiek ma 37 lat i jest typową nowoczesną panią domu (mnoży intrygi w solarium, poniża pracowników hipermarketów i kelnerów, konfliktuje ze sobą sąsiadki, a ich mężów doprowadza do grzechu „pożądania żony bliźniego swego”). Dąży do bycia „kobietą z klasą”. Dzięki swoim cielesnym atutom otrzymuje to, czego chce. Zawsze pewna siebie. Mimo takiego charakteru czasem można na niej polegać.
- Natalia Rogowiecka (Naliatae) – demon czeladnik. Miała odciągać młodzież od obowiązków szkolnych za pomocą gier komputerowych, lecz sama stała się nałogowym graczem. Jako człowiek ma 17 lat. Niszczy szkolne przyjaźnie, zabija szkolne miłości, nie szanuje starszych, nie mówi „proszę”, „przepraszam”, „dziękuję” ani „dzień dobry”. Chce, by wszyscy koledzy z klasy i sąsiedzi w jej wieku oglądali się za nią. Ma średniej długości, rude włosy, czerwoną bluzkę, jasnoniebieskie spodnie i biało-czerwone trampki.
- Kuba Rogowiecki (Baeliasz) – demon wyższego kręgu. Nie sprostał zadaniu, polegającemu na upodleniu żeńskiego zakonu. Dawny znajomy Maeriam. Jako człowiek ma 4 lata i chodzi do przedszkolnej grupy średniaków. Tam zatruwa dusze innych dzieci, męczy z nimi zwierzątka, pluje paniom do herbaty oraz zawstydza pediatrów zaskakującymi pytaniami. Denerwuje się, gdy inni domownicy uważają go za dziecko. Cały czas potrafi myśleć o seksie, ma kompleksy z powodu małego członka.
- Pysio (Fintifluch) – chochlik senny (jego specjalność to spanie), uznany przez władzę piekielną za pomyłkę. W wyniku złej transformacji każdego poranka budzi się pod postacią innego stworzenia. Ma 37 lat. W serialu stał się psem, królikiem, szczurem, złotą rybką, waranem, kozłem i osą. Bardzo lubi światowe jedzenie.

### Drugoplanowe
- Albert – nauczyciel i wychowawca Natalii. Został ranny w wypadku, czego wynikiem jest przemiana w herosa „Geomena”. Uratował homoseksualistę od samobójstwa. Szatan i Edward uznali go za źródło dobra i zlecili jego zlikwidowanie.
- Dyrektor Władysław Blacki – dyrektor firmy ubezpieczeniowej i szef Maurycego, do którego zwraca się per Rogowiecycki. Jest brunetem niskiego wzrostu, nosi włosy spięte w kucyk. Lubi kawę. Molestuje i źle traktuje Ewcię. Bez przerwy zdrabnia wyrazy. Nazywany przez swoją żonę „Włodek”.
- Ewcia – punkówa, sekretarka firmy ubezpieczeniowej. Nie cierpi dyrektora Blackiego, jest przez niego szantażowana i molestowana seksualnie. Gdy spóźnia się z przyniesieniem dla szefa kawy, ma „klepanko”, które zarezerwowane jest wyłącznie dla niej. Lubiła Maurycego do czasu, gdy ten zaczął śmiać się z dowcipów szefa na jej temat.
- Antoni – sąsiad Rogowieckich. Emeryt w podeszłym wieku. Mieszka wraz ze swoją żoną i homoseksualnym synem. Często siedzi z małżonką na balkonie i podpatruje poczynania sąsiadów.
- Milena, Milunia – żona Antoniego. Lubi być dociekliwa, nie stroni od podglądania sąsiadów i plotek jak jej mąż.
- Lesio – czteroletni syn rodziny Kowalczyków, sąsiadów Rogowieckich. Chodzi do przedszkola, do tej samej grupy co Kuba Rogowiecki. Chciałby zostać w przyszłości stomatologiem jak jego rodzice. Nosi aparat na zęby. Lubi bawić się samochodzikami. Mimo zakazu matki koleguje się z Kubusiem.
- Kamil – nastolatek; chodzi do liceum ogólnokształcącego, do tej samej klasy co Natalia Rogowiecka. Nosi czarne ubrania, ma długie włosy. Ma dziewczynę, lecz zdarzyło mu się ją zdradzić z Natalią.
- Ala – ma 4 lata. Chodzi do przedszkola razem z Kubą Rogowieckim. Jest ofiarą kawałów Kuby i Lesia.
- Ania – chodzi do klasy z Natalią. Ma krótkie blond włosy i okulary. Jest dziewczyną Kamila. Okrutna i bezlitosna, namawia Kamila do różnych czynów.
- Katecheta – nauczyciel religii w klasie Natalii. Lubi śpiewać Barkę.
- Żona W. Blackiego – ma blond włosy i szczupłą sylwetkę. Jeśli chodzi o zachowanie, potrafi każdego doprowadzić do płaczu. Krytykuje wszystkich wokół. Mimo swojego zachowania w odcinku 4 zaprzyjaźniła się z Marysią Rogowiecką.
- Wiola – siostrzenica Blackich. Ma blond włosy jak jej ciocia i jest dosyć ładna. Poprzez kłamstwo Natalii straciła wzrok – Rogowiecka powiedziała Ani, że to z nią zdradził ją Kamil, a rozzłoszczona Ania prysnęła dziewczynie w oczy silnym środkiem żrącym.
- Jędrzej – gej, były kochanek syna pana Antoniego. Jako policjant dokonuje aktu zemsty za porzucenie w postaci pobicia. Jego czuły punkt to przezwiska gej, ciota i ciotland. W 10 odcinku popełnia samobójstwo.
- Złotówa – mężczyzna średniego wzrostu z widoczną blizną na twarzy. Jest sąsiadem Rogowieckich i taksówkarzem. Używa przemocy do rozwiązania problemów. Przyjaźni się z Sebą.
- Patrycja – lesbijka, jest koleżanką z klasy i dziewczyną Natalii. W 10 odcinku, podczas napadu na nią i Natalię przez skina, wypiera się Rogowieckiej, co skutkuje ciężkim pobiciem Natalii.

### Trzecioplanowe
- Andras – jeden z mieszkańców Piekła. Został oskarżony przez Szatana i Edwarda za pomysł wprowadzenia w piekle klimatyzacji.
- Carlos – barman pracujący w Piekle. Przyjaciel Edwarda.
- pani Boberkowa – bardzo nerwowa kobieta dość niskiego wzrostu. Ubezpieczyła się u Maurycego. W odcinku 6 znęcała się nad Marysią i Maurycym w szpitalu, w którym jest pielęgniarką oddziałową.
- Seba – duży, umięśniony mężczyzna. Przyjaźni się z panem Złotówą. W odcinku 9 wstąpił do Piekła. Często mówi „Kurwiszka mać”.
- Pediatra – pracuje w przedszkolu, do którego chodzi Kuba i Lesio. Nosi czarne spodnie i białą koszulę. W rozmowach z dziećmi stale szczebiocze.
- pani Jola – przedszkolanka grupy do której chodzą Kuba i Lesio. Zachowanie Kuby bardzo często wyprowadza ją z równowagi oraz uważa, że ma on bardzo zły wpływ na Lesia.

## Informacje dodatkowe
Opracowano na podstawie materiału źródłowego:
- Rogowieccy mieszkają w domu numer 18, czyli suma trzech szóstek.
- Pod koniec pierwszego odcinka występuje backmasking – po wstecznym wysłuchaniu pozornego bełkotu z telefonu komórkowego, słyszymy wcześniej już wypowiedziany wyrok Szatana: „Odbieram wam wszystkie wasze nadprzyrodzone moce”.
- Pod koniec 8 odcinka, gdy Natalia jest z Patrycją w kinie, na ekranie wyświetlany jest fragment z filmu Włatcy móch: Ćmoki, czopki i mondzioły, który został wyprodukowany w 2009 roku, akcja serialu rozgrywa się zaś w 2000 roku.
- W odcinku 11 Carlos śpiewa przy swoim barze „El Chupacabra, el Chupacabra”. Jest to odniesienie do istoty Chupacabry i do piosenki „La Cucaracha”.
- Na początku odcinka 10, kiedy Złotówa kradnie Edwardowi walizki, jego oczy świecą jak u demonów, natomiast na końcu odcinka ma normalne oczy.
- W odcinku 4, kiedy Edward rozmawia z Carlosem, barman jest zielony zamiast beżowy.
- Kiedy widać Carlosa z profilu, tatuaż „Desperado” znika.
- W odcinku 4 (16:39) przez ulicę przemyka samochód Drużyny A.
- W odcinku 5 (22:50) wykorzystano fragment (kilka nut) Marszu Imperialnego z Gwiezdnych wojen.
- W odcinku 7 kiedy Blacki czeka na kawę, śpiewa utwór „Autobiografia” zespołu Perfect.

## Obsada głosowa
Udźwiękowienie: Studio Voiceland Wrocław
- Krzysztof Grębski –
  - Maurael/Maurycy Rogowiecki,
  - Chowaniec
- Edyta Skarżyńska – Maeriam/Maria Rogowiecka
- Justyna Kabała – Naliatae/Natalia Rogowiecka
- Grzegorz Wojdon –
  - Baeliasz/Jakub Rogowiecki,
  - Pan Antoni
- Bartosz Kędzierski – Fintifluch/Pysio
- Maciej Tomaszewski –
  - Szatan,
  - W. Blacki,
  - Jędrzej
- Mikołaj Krawczyk –
  - Albert,
  - Jezus
- Tomasz Orlicz – Narrator
- Piotr Łukaszczyk –
  - Kamil,
  - Maciej Kowalczyk,
  - Andras
- Aneta Głuch –
  - Aldona,
  - Jola,
  - Ala
- Marlena Milwiw – Pani Mila
- Aleksandra Motorniuk –
  - Lesio Kowalczyk,
  - Ania,
  - Ewa,
  - Blacka,
  - Dziunka
- Andrzej Olejnik –
  - Katecheta,
  - Barman,
  - Policjant,
  - Dyrlic,
  - Adam,
  - Seba
- Ewelina Paszke –
  - Pani Krystyna,
  - Boberkowa
- Maciej Czapski –
  - Pediatra,
  - Złotówa
- Adam Cywka – Edward